# Zenwalk Linux
Zenwalk Linux (originalmente Minislack) es una Distribución de Linux basada en Slackware Linux centrada en herramientas de Internet, multimedia, y programación, creada por Jean-Philippe Guillemin.
Desde su creación, la distribución ha sido muy diferente de Slackware en su mayoría, aunque mantiene compatibilidad con sus paquetes binarios. Destaca por su facilidad de uso y rapidez de ejecución con un entorno de escritorio liviano como Xfce.
Zenwalk apunta a ser una Distribución Linux multiuso (aplicaciones de Internet, multimedia y herramientas de programación) con variadas herramientas especializadas, diseñadas tanto para el principiante como para usuarios experimentados, ya que ofrece un sistema de configuración gráfica y opciones en modo de línea de comandos. Al igual su rendimiento y estabilidad la hace merecedora de ser una de las distribuciones más descargadas.
Zenwalk cuenta con una comunidad en español que mantiene un foro dedicado a la ayuda y difusión de la filosofía Zen.

## Objetivos de Zenwalk Linux
Los objetivos de Zenwalk Linux son:
- Ser simple y rápido.
- Proveer una aplicación para cada tarea.
- Ser un entorno de desarrollo completo.
- Ser tan pequeño que puede ser distribuido en una imagen ISO de CD menor a (700mb).